# Katin Reinhardt
Katin Thomas Reinhardt (Laguna Beach, California, 21 de agosto de 1993) es un exjugador de baloncesto estadounidense. Con 1,98 metros de estatura, jugaba en la posición de base.

## Trayectoria deportiva

### Universidad
Es un jugador que puede jugar de base y alero y durante su etapa universitaria pasó por las universidades de UNLV Runnin' Rebels, USC Trojans y Marquette Golden Eagles.

#### Estadísticas
| Año     | Equipo    | PJ       | PT       | MPP      | %TC      | %3P      | %TL      | RPP      | APP      | ROB      | TPP      | PPP      |
| ------- | --------- | -------- | -------- | -------- | -------- | -------- | -------- | -------- | -------- | -------- | -------- | -------- |
| 2012–13 | UNLV      | 35       | 33       | 29.2     | .358     | .351     | .892     | 2.0      | 2.5      | 0.9      | 0.2      | 10.1     |
| 2013–14 | USC       | RedShirt | RedShirt | RedShirt | RedShirt | RedShirt | RedShirt | RedShirt | RedShirt | RedShirt | RedShirt | RedShirt |
| 2014–15 | USC       | 31       | 22       | 28.6     | .380     | .386     | .815     | 2.4      | 1.7      | 1.0      | 0.2      | 12.5     |
| 2015–16 | USC       | 34       | 18       | 26.9     | .444     | .373     | .783     | 2.8      | 1.4      | 1.0      | 0.1      | 11.4     |
| 2016–17 | Marquette | 29       | 4        | 25.8     | .403     | .375     | .889     | 2.7      | 2.1      | 0.6      | 0.1      | 10.8     |
| Total   |           | 129      | 77       | 27.7     | .395     | .370     | .848     | 2.5      | 1.9      | 0.9      | 0.2      | 11.2     |

### Profesional
Tras no ser drafteado en 2017, llegó a Europa y formó parte de las plantillas del Dzūkija Alytus en Lituania y BC Igokea en Bosnia y Herzegovina.
Tras un buen inicio de temporada, realizando unas cifras de 17 puntos, 4.3 rebotes y 3.6 asistencias por partido, en marzo de 2018 se convierte en jugador del ratiopharm Ulm de la BBL, para sustituir a Trey Lewis, que se había marchado al equipo francés del JL Bourg.